# Терское войсковое казачье общество
Терское войсковое казачье общество — одно из 11 войсковых казачьих общество Российской Федерации со штабом в Владикавказе, внесённое в Государственный реестр казачьих обществ в Российской Федерации. Также, для краткости, именуется (в том числе, в уставных документах) Терское казачье войско

## История
На волне Перестройки в 1988 году во Владикавказе начала действовать инициативная группа по возрождению терского казачества во главе с полковником Коняхиным.
23 марта 1990 года во Владикавказском республиканском Дворце пионеров прошёл Круг Терского казачества, на котором было провозглашено его восстановление. В работе круга приняло участие 300 делегатов, которые по словам организаторов представляли 500 тысячное терское казачество. Самая представительная делегация была из Кабардино-Балкарии. Столицей войска стал г. Орджоникидзе (Владикавказ). Войсковым атаманом ТКВ был избран Герой Советского Союза Василий Коняхин. В течение года были учреждены шесть территориальных отделов терского казачества в Чечено-Ингушетии (Сунженский, Грозненский, Терско-Гребенский и Наурский), Кабардино-Балкарии (Терско-Малкинский) и Северной Осетии (Моздокский). Позже появились ещё два отдела: Кизлярский (Дагестан) и Пятигорский (Ставропольский край). В станице Архонской была создана конноспортивная школа.
Осложнило положение казаков и провозглашение Чеченской Республики Ичкерия и последующая Первая Чеченская война. Сложная политическая ситуация в Чечне приводили к частым сменам атаманов терских казаков. Атамана Коняхина сменил Стародубцев, после гибели последнего атаманом стал Сизов, затем Шевцов. Среди терских казаков в 1990-е гг. была популярной идея присоединения терских казачьих районов Чечни к Ставропольскому краю. Предпринимались попытки создания Казачье-Ногайской автономии на левобережье Терека, Терской республики, а также Баталпашинской и Зеленчужско-Урупской казачьих республик в составе Карачаево-Черкесии.
В 2005 году, после окончания Второй Чеченской войны, началось некоторое возрождение терского казачества. Коснулось это возрождение главным образом территорий Северной Осетии и Ставропольского края.
В 2006 году казачий круг во Владикавказе подтвердил полномочия В. П. Бондарева в качестве атамана. В 2010 году было создано Терское казачье войско в составе Союза казаков России. Осенью того же года в городе Ессентуки был проведён Большой круг терского казачества, куда съехались 350 делегатов из Осетии, Ставропольского края, Кабардино-Балкарии, Чечни и Дагестана. На круге был принят новый устав.

## Атаманы
21 декабря 2012 года главой Терского казачьего войска стал генерал Клименко С. А..
С августа 2024 года — Владимир Савченко.

## Окружные казачьи общества
Отделы Терского войскового казачьего общества
- Аланский (Северная Осетия, в том числе г. Владикавказ, Алагир, Ардон, Беслан, Дигора, Моздок)[5]
- Кизлярский (Дагестан, в том числе города Кизляр и Хасавюрт)[6]
- Ставропольский (15 общин Ставропольского края)
- Терско-Малкинский (Кабардино-Балкария, в том числе г. Майский и Прохладный)[7]
- Терско-Сунженский (7 станиц Наурского и Шелковского районов Чечни)[8]
- Особый Севастопольский Терский казачий округ (город Севастополь)

Современные терские казаки возглавляются войсковым атаманом. Во главе округов стоят окружные атаманы в чине полковника. Во главе общин, представляющих отдельные населённые пункты (станицы), стоят атаманы в чине сотника или есаула. Более низшим званием являются подъесаулы и вахмистры. Существует институт товарищей атамана (помощников).